# Graveola e o Lixo Polifônico
Graveola e o Lixo Polifônico, ou simplesmente Graveola, é uma banda brasileira, oriunda de Belo Horizonte (MG). O coletivo musical é conhecido pela versatilidade de gêneros, instrumentos, timbres e arranjos explorados em suas canções. Formado em 2004, suas influências são a música popular brasileira produzida por artistas como Caetano Veloso, Gilberto Gil, Tom Zé, Sérgio Sampaio, Clube da Esquina, Novos Baianos, Gal Costa dentre outros.
Em mais de uma década de trabalho, a banda já lançou seis trabalhos gravados em estúdio. Após participar de diversos festivais musicais expressivos no país, em 2012 o Graveola fez sua primeira turnê internacional, passando por diversos países da Europa, no mesmo ano foi indicado ao Prêmio da Música Brasileira na categoria "Melhor Grupo".
Em 2015 a banda gravou o EP London Bridge, com quatro faixas e uma introdução. O trabalho foi gravado em Londres em dois dias, ao vivo, durante uma turnê pela Europa. Produzido pelo selo Mais Um Discos, o EP é marcado por uma nova formação do grupo, bem próxima da formação atual, com a chegada Gabriel Bruce, Luiza Brina e Ygor Rajão, somando-se aos veteranos Luiz Gabriel Lopes, José Luiz Braga e Bruno de Oliveira. Em 2016 lançam Camaleão Borboleta, sexto trabalho da banda que agora passa a se chamar apenas Graveola. O disco é composto por 10 faixas produzidas por Chico Neves, geradas ao longo de 2015. A faixa "Talismã" teve como convidado Samuel Rosa. Segundo os integrantes do grupo, neste álbum eles estão mais tropicalistas do que nunca com referências diretas aos ritmos afro-brasileiros e um tom de latinidade.
Alguns nomes que já fizeram shows com a banda são Tom Zé, Emicida, O Terno, Gaby Amarantos e Jards Macalé, seja dividindo a noite ou tocando juntos. Além disso, possui colaborações com Samuel Rosa, Octavio Cardozzo e Uyara Torrente, vocalista d'A banda mais bonita da cidade.

## Integrantes

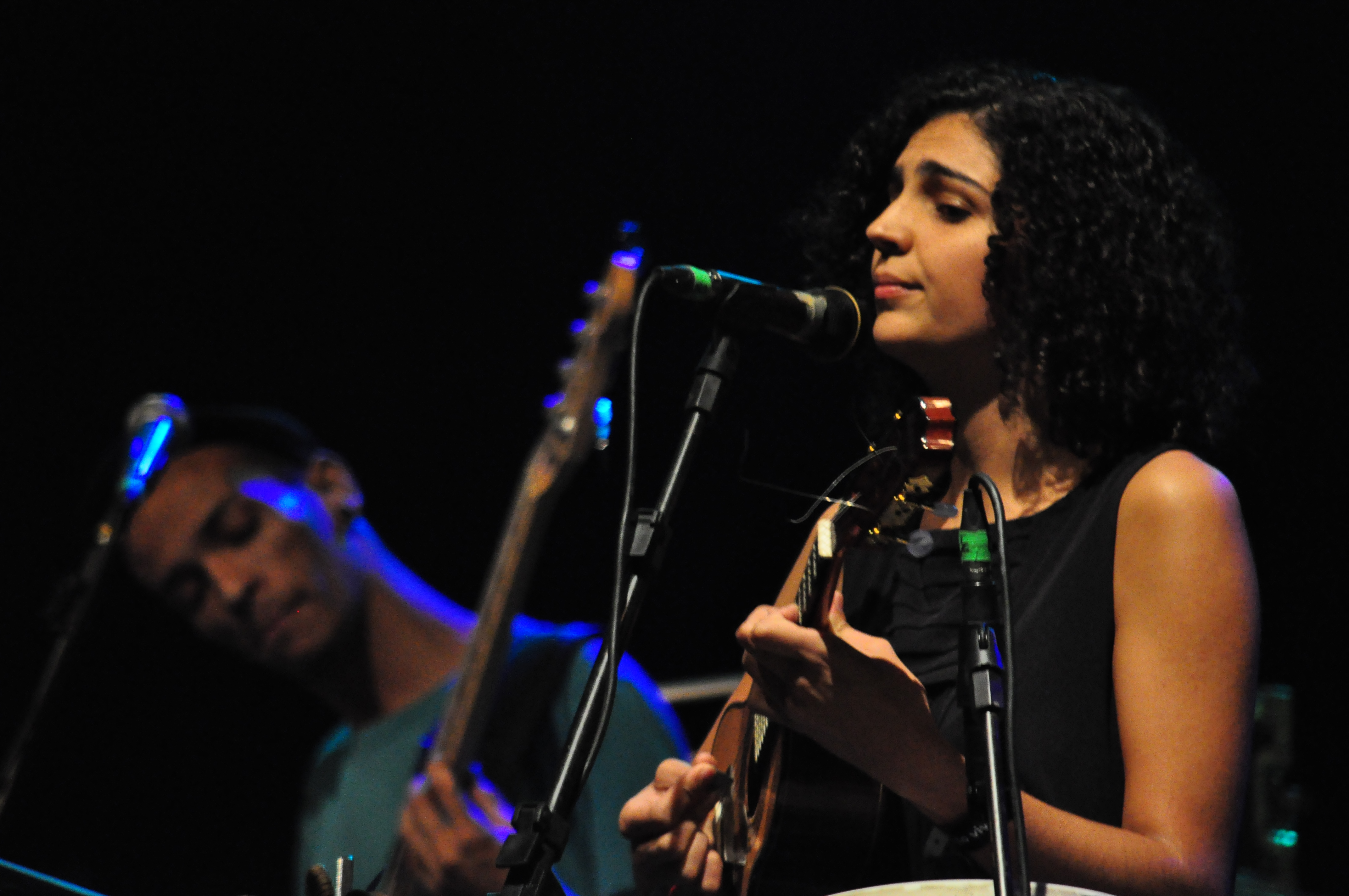
Conexão Vivo 2013 em Belo Horizonte.

- Bruno de Oliveira (baixo, vocais);
- Cecília Collaço (bateria, vocais);
- José Luís Braga (voz);
- Luiza Brina (voz e guitarra);
- Thiago Corrêa (voz e teclado).

### Ex-integrantes
[carece de fontes?]
- André Mimiza (produção executiva);
- Di Souza (percussão);
- Flávia Mafra (produção executiva);
- Flora Lopes (percussão);
- Gabriel Bruce (bateria);
- Henrique Staino (teclado, saxofone e escaleta);
- João Paulo Prazeres (saxofone, flauta, escaleta, teclado, vocais);
- Juliana Perdigão (voz, clarinete, flauta, saxofone);
- Luisa Rabello (teclado);
- Luiz Gabriel Lopes (guitarra, vocais);[12]
- Marcelo Podestá (teclado, vocais);
- Michele Braga (produção executiva);
- Ygor Rajão (trompete, escaleta);
- Yuri Vellasco (bateria, vocais).

## Discografia

### Álbuns de estúdio
- In Silence (2021);
- Camaleão Borboleta (2016);
- Dois e Meio - Vozes Invisíveis (2014);
- Eu Preciso de Um Liquidificador (2011);
- Um e Meio (2010);
- Graveola e o Lixo Polifônico (2008).

### EPs
- London Brigde (2015)

### Trilhas sonoras
- Novela Amor de Mãe (2020)[13]

## Histórico de shows
- Roskilde Festival (Dinamarca)[14]
- FMM - Festival Músicas do Mundo (Portugal)
- Summerstage (Alemanha)
- Copa das Culturas (Alemanha)
- Brésil Flotant (França)
- MED Loulé (Portugal)
- Festival Del Bosque (Argentina)
- Festival Se Rasgum (Pará)
- Auditório Ibirapuera (com O Terno, SP) [15]
- SESC Pompéia (SP)
- Grande Teatro do Palácio das Artes (MG)
- Festival Planeta Brasil (MG)
- Festival Sensacional (MG)
- Festival Sarará (MG)
- Breve Festival (MG)
- Conexão VIVO (com Jards Macalé, MG) [16]